# Liste der Vize-Ministerpräsidenten der Russischen Föderation
Die nachfolgende Liste nennt die Vize-Ministerpräsidenten der Russischen Föderation (russisch Заместитель председателя правительства Российской Федерации) seit 1992.

## Ernennung und Funktionen
Gemäß Kapitel 6 der Verfassung der Russischen Föderation von 1993 besteht die Regierung der Russischen Föderation aus dem Ministerpräsidenten (Vorsitzender der Regierung der Russischen Föderation), seinen Stellvertretern und den Ministerien. Artikel 112 der Verfassung besagt, dass der Ministerpräsident dem Staatspräsidenten Kandidaten für die Besetzung der Posten als Vize-Ministerpräsidenten benennt, die jener bestätigen oder ablehnen kann.
Die Vize-Ministerpräsidenten koordinieren die Aktivitäten von Regierungsbehörden auf föderaler Ebene. Sie können aber auch mit Sonderaufgaben in Reaktion auf bestimmte Entwicklungen oder Problemlagen beauftragt werden. In der Regel werden jeweils mehrere Vize-Ministerpräsidenten benannt, von denen der dienstälteste als Erster Vize-Ministerpräsident bezeichnet wird. Dieser übernimmt im Falle einer temporären Abwesenheit des Ministerpräsidenten automatisch dessen Funktionen, ohne dass hierfür eine schriftliche Anweisung des Präsidenten notwendig ist.

## Gegenwärtige Vize-Ministerpräsidenten
Die nachfolgenden Vize-Ministerpräsidenten dienen im aktuellen Kabinett Mischustin:
| Name                                  | Aufgaben                                                                 | im Amt seit |
| ------------------------------------- | ------------------------------------------------------------------------ | ----------- |
| Andrei Remowitsch Beloussow           | „Erster Vize-Ministerpräsident“                                          | Jan. 2020   |
| Dmitri Jurjewitsch Grigorenko         | Kabinettschef                                                            | Jan. 2020   |
| Wiktorija Walerjewna Abramtschenko    | landwirtschaftlich-industrieller Komplex, natürliche Ressourcen, Umwelt  | Okt. 2016   |
| Juri Iwanowitsch Borissow             | Rüstungs- und Raumfahrtindustrie                                         | Mai 2018    |
| Marat Schakirsjanowitsch Chusnullin   | Bau und Regionalentwicklung                                              | Jan. 2020   |
| Juri Petrowitsch Trutnew              | Sonderbeauftragter des Präsidenten für den Föderationskreis Ferner Osten | Aug. 2013   |
| Alexei Loggwinowitsch Owertschuk      | Informationstechnologie und Telekommunikation                            | Jan. 2020   |
| Tatjana Alexejewna Golikowa           | Bildung, Gesundheit und Sozialpolitik                                    | Mai 2018    |
| Dmitri Nikolajewitsch Tschernyschenko | Tourismus, Sport, Kultur und Kommunikation                               | Jan. 2020   |
| Alexander Walentinowitsch Nowak       | Kraftstoff- und Energie-Komplex                                          | Nov. 2020   |

## Ehemalige Vize-Ministerpräsidenten
| Name                                     | Beginn Amtszeit               | Ende Amtszeit                 | in Kabinetten                                    |
| ---------------------------------------- | ----------------------------- | ----------------------------- | ------------------------------------------------ |
| Gennadi Eduardowitsch Burbulis           | Nov. 1991                     | Apr. 1992                     | Jelzin/Gaidar                                    |
| Alexander Nikolajewitsch Schochin        | Nov. 1991 März 1994 Sep. 1998 | Jan. 1994 Nov. 1994 Sep. 1998 | Jelzin/Gaidar Tschernomyrdin I Primakow          |
| Jegor Timurowitsch Gaidar                | Nov. 1991 Mär. 1993           | Dez. 1992 Jan. 1994           | Jelzin/Gaidar Tschernomyrdin I                   |
| Sergei Michailowitsch Schachrai          | Dez. 1991 Nov. 1992 Apr. 1994 | Apr. 1992 Jan. 1994 Jan. 1996 | Jelzin/Gaidar Tschernomyrdin I                   |
| Michail Nikiforowitsch Poltoranin        | Feb. 1992                     | Nov. 1992                     | Jelzin/Gaidar                                    |
| Waleri Antonowitsch Macharadse           | März 1992                     | Dez. 1992                     | Jelzin/Gaidar                                    |
| Georgi Stepanowitsch Chischa             | Mai 1992                      | Mai 1993                      | Jelzin/Gaidar Tschernomyrdin I                   |
| Wiktor Stepanowitsch Tschernomyrdin      | Mai 1992                      | Dez. 1992                     | Jelzin/Gaidar                                    |
| Anatoli Borissowitsch Tschubais          | Juni 1992 Mär. 1997           | Nov. 1996 Mär. 1998           | Jelzin/Gaidar Tschernomyrdin I Tschernomyrdin II |
| Wladimir Filippowitsch Schumeiko         | Juni 1992                     | Jan. 1994                     | Jelzin/Gaidar Tschernomyrdin I                   |
| Boris Georgijewitsch Saltykow            | Juni 1992                     | März 1993                     | Jelzin /Gaidar Tschernomyrdin I                  |
| Juri Fjodorowitsch Jarow                 | Dez. 1992                     | Juli 1996                     | Jelzin /Gaidar Tschernomyrdin I                  |
| Boris Grigorjewitsch Fjodorow            | Dez. 1992 Aug. 1998           | Sep. 1998                     | Tschernomyrdin I Primakow                        |
| Alexander Charlampijewitsch Sawerjucha   | Feb. 1993                     | März 1997                     | Tschernomyrdin I Tschernomyrdin II               |
| Oleg Iwanowitsch Lobow                   | Apr. 1993 Jun. 1996           | März 1997                     | Tschernomyrdin I Tschernomyrdin II               |
| Oleg Nikolajewitsch Soskowez             | Apr. 1993                     | Juni 1996                     | Tschernomyrdin I                                 |
| Oleg Dmitrijewitsch Davydow              | Nov. 1994                     | März 1997                     | Tschernomyrdin I Tschernomyrdin II               |
| Alexei Alexejewitsch Bolschakow          | Nov. 1994                     | März 1997                     | Tschernomyrdin I Tschernomyrdin II               |
| Wladimir Pawlowitsch Polewanow           | Nov. 1994                     | Jan. 1995                     | Tschernomyrdin I                                 |
| Nikolai Dmitrijewitsch Jegorow           | Dez. 1994                     | Juni 1995                     | Tschernomyrdin I                                 |
| Witali Nikititsch Ignatenko              | Mai 1995                      | März 1997                     | Tschernomyrdin I Tschernomyrdin II               |
| Wladimir Georgijewitsch Kineljow         | Jan. 1996                     | Aug. 1996                     | Tschernomyrdin I                                 |
| Wladimir Wassiljewitsch Kadannikow       | Jan. 1996                     | Aug. 1996                     | Tschernomyrdin I                                 |
| Alexander Iwanowitsch Kasakow            | Jan. 1996                     | Juli 1996                     | Tschernomyrdin I                                 |
| Wiktor Wassiljewitsch Iljuschin          | Aug. 1996                     | März 1997                     | Tschernomyrdin II                                |
| Wladimir Olegowitsch Potanin             | Aug. 1996                     | März 1997                     | Tschernomyrdin II                                |
| Alexander Jakowlewitsch Liwschiz         | Aug. 1996                     | März 1997                     | Tschernomyrdin II                                |
| Waleri Michailowitsch Serow              | Aug. 1996                     | Feb. 1998                     | Tschernomyrdin II                                |
| Wladimir Jewgenjewitsch Fortow           | Aug. 1996                     | März 1997                     | Tschernomyrdin II                                |
| Anatoli Sergejewitsch Kulikow            | Feb. 1997                     | März 1998                     | Tschernomyrdin II                                |
| Oleg Nikolajewitsch Sysujew              | März 1997                     | Sep. 1998                     | Tschernomyrdin II Kirijenko                      |
| Alfred Reingoldowitsch Koch              | März 1997                     | Aug. 1997                     | Tschernomyrdin II                                |
| Jakow Moissejewitsch Urinson             | März 1997                     | Apr. 1998                     | Tschernomyrdin II                                |
| Boris Jefimowitsch Nemzow                | März 1997                     | Aug. 1998                     | Tschernomyrdin II Kirijenko                      |
| Wladimir Borissowitsch Bulgak            | März 1997 Sep. 1998           | Mai 1999                      | Tschernomyrdin II Primakow                       |
| Wiktor Nikolajewitsch Chlystun           | Mai 1997                      | Apr. 1998                     | Tschernomyrdin II                                |
| Ramasan Gadschimuradowitsch Abulatipow   | Aug. 1997                     | Apr. 1998                     | Tschernomyrdin II                                |
| Maxim Wladimirowitsch Boiko              | Aug. 1997                     | Sep. 1997                     | Tschernomyrdin II                                |
| Farit Rafikowitsch Gasisullin            | Dez. 1997                     | Apr. 1998                     | Tschernomyrdin II                                |
| Iwan Petrowitsch Rybkin                  | März 1998                     | Apr. 1998                     | Tschernomyrdin II                                |
| Sergei Wladilenowitsch Kirijenko         | März 1998                     | Apr. 1998                     | Tschernomyrdin II                                |
| Wiktor Borissowitsch Christenko          | Apr. 1998 Mai 1999            | Sep. 1998 Mär. 2004           | Kirijenko Stepaschin Putin I Kassjanow           |
| Juri Dmitrijewitsch Masljukow            | Sep. 1998                     | Mai 1999                      | Primakow                                         |
| Wladimir Alexandrowitsch Ryschkow        | Sep. 1998                     | Sep. 1998                     | Primakow                                         |
| Wadim Anatoljewitsch Gustow              | Sep. 1998                     | Apr. 1999                     | Primakow                                         |
| Gennadi Wassiljewitsch Kulik             | Sep. 1998                     | Mai 1999                      | Primakow                                         |
| Walentina Iwanowna Matwijenko            | Sep. 1998                     | März 2003                     | Primakow Stepaschin Putin I Kassjanow            |
| Sergei Wadimowitsch Stepaschin           | Apr. 1999                     | Mai 1999                      | Primakow                                         |
| Nikolai Jemeljanowitsch Aksjonenko       | Mai 1999                      | Jan. 2000                     | Stepaschin Putin I                               |
| Michail Michailowitsch Sadornow          | Mai 1999                      | Mai 1999                      | Stepaschin                                       |
| Wladimir Nikolajewitsch Schtscherbak     | Mai 1999                      | Mai 2000                      | Stepaschin Putin I                               |
| Ilja Iossifowitsch Klebanow              | Mai 1999                      | Feb. 2002                     | Stepaschin Putin I Kassjanow                     |
| Wladimir Wladimirowitsch Putin           | Aug. 1999                     | Aug. 1999                     | Stepaschin                                       |
| Michail Michailowitsch Kassjanow         | Jan. 2000                     | Mai 2000                      | Putin I                                          |
| Sergei Kuschugetowitsch Schoigu          | Jan. 2000                     | Mai 2000                      | Putin I                                          |
| Alexei Leonidowitsch Kudrin              | Mai 2000 Sep. 2007            | Mär. 2004 Sep. 2011           | Kassjanow Subkow Putin II                        |
| Alexei Wassiljewitsch Gordejew           | Mai 2000                      | März 2004                     | Kassjanow                                        |
| Boris Sergejewitsch Aljoschin            | Apr. 2003                     | März 2004                     | Kassjanow                                        |
| Galina Nikolajewna Karelowa              | Apr. 2003                     | März 2004                     | Kassjanow                                        |
| Alexander Dmitrijewitsch Schukow         | März 2004                     | Dez. 2011                     | Fradkow I Fradkow II Subkow Putin II             |
| Dmitri Anatoljewitsch Medwedew           | März 2004                     | Mai 2008                      | Fradkow I Fradkow II Subkow                      |
| Sergei Borissowitsch Iwanow              | Nov. 2005                     | Nov. 2012                     | Fradkow II Subkow Putin II                       |
| Sergei Jewgenjewitsch Naryschkin         | Feb. 2007                     | Mai 2008                      | Fradkow II Subkow                                |
| Wiktor Alexejewitsch Subkow              | Mai 2008                      | Mai 2012                      | Putin II                                         |
| Igor Iwanowitsch Schuwalow               | Mai 2008                      | Mai 2018                      | Putin II Medwedew I                              |
| Igor Iwanowitsch Setschin                | Mai 2008                      | Mai 2012                      | Putin II                                         |
| Sergei Semjonowitsch Sobjanin            | Mai 2008                      | Okt. 2010                     | Putin II                                         |
| Dmitri Nikolajewitsch Kosak              | Okt. 2008                     | Jan. 2020                     | Putin II Medwedew I Medwedew II                  |
| Alexander Gennadijewitsch Chloponin      | Jan. 2010                     | Mai 2018                      | Putin II Medwedew I                              |
| Wjatscheslaw Wiktorowitsch Wolodin       | Okt. 2010                     | Dez. 2011                     | Putin II                                         |
| Dmitri Olegowitsch Rogosin               | Dez. 2011                     | Mai 2018                      | Putin II Medwedew I                              |
| Wladislaw Jurjewitsch Surkow             | Dez. 2011                     | Mai 2013                      | Putin II Medwedew I                              |
| Arkadi Wladimirowitsch Dworkowitsch      | Mai 2012                      | Mai 2018                      | Medwedew I                                       |
| Olga Jurjewna Golodez                    | Mai 2012                      | Jan. 2020                     | Medwedew I Medwedew II                           |
| Sergei Eduardowitsch Prichodko           | Mai 2013                      | Mai 2018                      | Medwedew I                                       |
| Witali Leontjewitsch Mutko               | Okt. 2016                     | Jan. 2020                     | Medwedew I Medwedew II                           |
| Anton Germanowitsch Siluanow             | Mai 2018                      | Jan. 2020                     | Medwedew II                                      |
| Alexei Wassiljewitsch Gordejew           | Mai 2018                      | Jan. 2020                     | Medwedew II                                      |
| Konstantin Anatoljewitsch Tschuitschenko | Mai 2018                      | Jan. 2020                     | Medwedew II                                      |